# Region San Martín
Region San Martín – jeden z 25 regionów w Peru. Stolicą jest miasto Moyobamba.

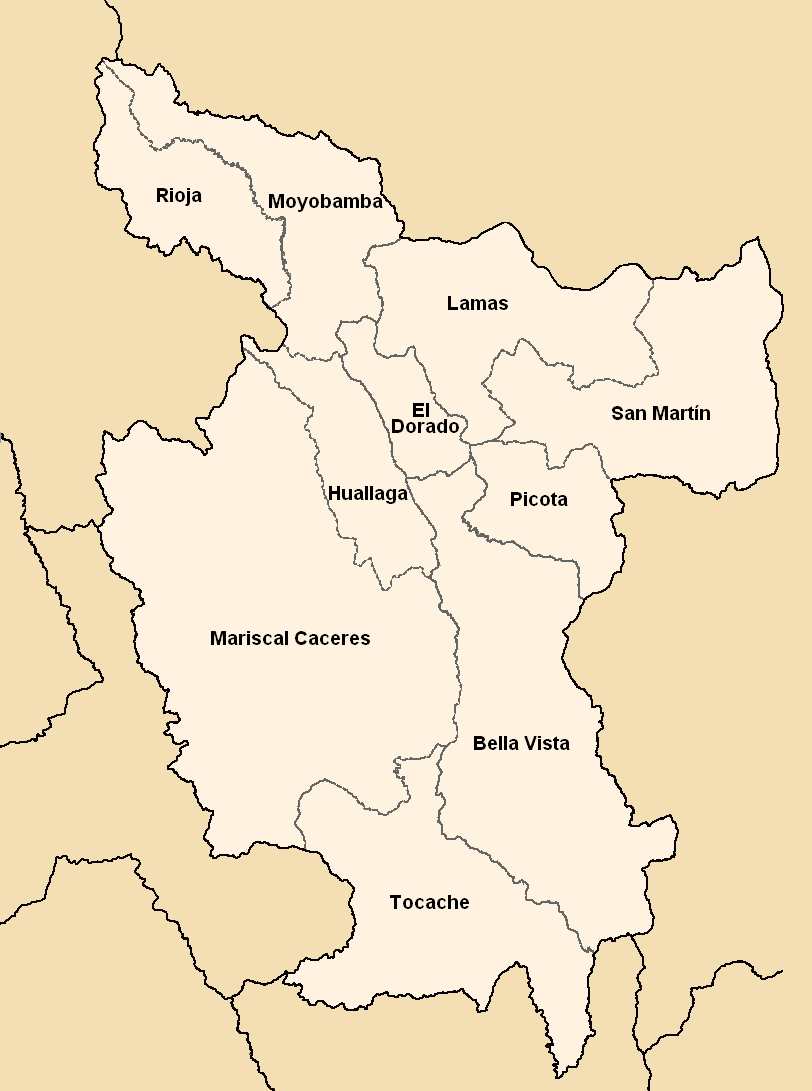
Podział regionu na prowincje

## Podział administracyjny regionu
Region San Martín podzielony jest na 10 prowincji, które obejmują 77 dystrykty.
| Prowincja        | Stolica prowincji | Liczba dystryktów | UBIGEO |
| ---------------- | ----------------- | ----------------- | ------ |
| Moyobamba        | Moyobamba         | 6                 | 2201   |
| Bellavista       | Bellavista        | 6                 | 2202   |
| El Dorado        | San José de Sisa  | 5                 | 2203   |
| Huallaga         | Saposoa           | 6                 | 2204   |
| Lamas            | Lamas             | 11                | 2205   |
| Mariscal Cáceres | Juanjuí           | 5                 | 2206   |
| Picota           | Picota            | 10                | 2207   |
| Rioja            | Rioja             | 9                 | 2208   |
| San Martín       | Tarapoto          | 14                | 2209   |
| Tocache          | Tocache           | 5                 | 2210   |